# Masarkal, Devadurga
Masarkal là một làng thuộc tehsil Devadurga, huyện Raichur, bang Karnataka, Ấn Độ.